# Тімоті Джонсон
Тімоті Джонсон (англ. Timothy Johnson; нар. 13 березня 1985, Ламбертон, США) — американський боєць змішаного стилю, представник важкої вагової категорії. Виступає на професійному рівні починаючи з 2010 року, відомий за участю в турнірах бійцівської організації UFC, володів титулом чемпіона Dakota FC у важкій вазі. У 2018 році підписав контракт з Bellator.

## біографія
Тімоті Джонсон народився 13 березня 1985 року в місті Ламбертон, штат Міннесота у США. Під час навчання в Міннесотському державному університеті Мурхед перебував у складі студентської команди з боротьби, двічі ставав спортсменом загальноамериканського рівня в другому дивізіоні. Крім того, пізніше освоїв бразильське джіу-джитсу . Згодом змінив безліч професій, працював водієм вантажівки, викидайлом у барі, служив в армії національної гвардії Міннесоти. Тоді ж познайомився зі змішаними єдиноборствами, запрошувався для тренування кількох бійців в якості спаринг-партнера.
Кар'єру професійного бійця ММА розпочав у жовтні 2010 року в місті Фарго, штат Північна Дакота, приєднавшись до місцевої Академії бойових мистецтв. Бився переважно в місцевих промоушенах Max Fights і Dakota FC (завоював і двічі захистив титул чемпіона Dakota FC у важкій ваговій категорії), більшість своїх суперників перемагав больовими та задушливими прийомами, лише в 2011 році зазнав однієї поразки больовим прийомом «кімура». У жовтні 2014 року зустрічався з найдосвідченішим Тревісом Віуффом і здобув над ним перемогу технічним нокаутом у першому раунді.
Маючи в послужному списку вісім перемог і лише одну поразку, в 2015 році Джонсон привернув увагу найбільшої американської організації Ultimate Fighting Championship і підписав з нею довгострокову угоду. Дебютував тут у поєдинку проти російського важкоатлета Шаміля Абдурахімова, переміг його технічним нокаутом наприкінці першого раунду. У наступному бою зустрівся зі співвітчизником Джаредом Рошолтом, на останній хвилині останнього раунду зумів потрясти свого суперника і, зробивши рішучу серію ударів, був близьким до дострокового завершення поєдинку, однак Рошолт витримав натиск, і Джонсону зарахували поразку одностайним суддівським рішенням. У третьому бою, що відбувся в Хорватії, за підсумками трьох раундів одноголосним рішенням узяв гору над польським важкоатлетом Марчином Тібурою, колишнім чемпіоном організації M-1 Global. В листопаді 2016 року Тімоті Джонсон вийшов в октагон проти росіянина Олександра Волкова, для якого цей бій став дебютним у UFC. Джонсон роздільним рішенням програв Олександру Волкову. Після цього 18 березня 2017 року також роздільним рішенням переміг поляка Даніеля Омеляньчука. 22 липня 2017 року у рамках турніру UFC on Fox: Weidman vs. Gastelum програв бразильцю Жуніору Албіні У турнірі UFC Fight Night: Machida vs. Anders, який пройшов у Белене(Бразилія) 3 лютого 2018 року Джонсон переміг місцевого бійця Марсело Гольма, який до цього не мав поразок у кар'єрі.

## Статистика у професійному ММА
| Професійна кар'єра бійця |            |           |
| Боїв 23                  | Перемог 15 | Поразок 8 |
| Нокаут                   | 7          | 4         |
| Здача                    | 4          | 1         |
| Рішення суддів           | 4          | 3         |

| Результат | Рекорд | Суперник             | Спосіб                   | Турнір                                    | Дата              | Раунд | Час  | Місце                      | Примітки                                                  |
| --------- | ------ | -------------------- | ------------------------ | ----------------------------------------- | ----------------- | ----- | ---- | -------------------------- | --------------------------------------------------------- |
| Поразка   | 15-8   | Федір Ємельяненко    | КО (удар)                | Bellator 269                              | 23 жовтня 2021    | 1     | 1:46 | Москва, Росія              |                                                           |
| Поразка   | 15-7   | Валентин Молдавський | Одностайне рішення       | Bellator 261                              | 25 червня 2021    | 5     | 5:00 | Анкасвілл, США             | Бій за титул тимчасового чемпіона Bellator у важкій вазі. |
| Перемога  | 15-6   | Чейк Конго           | Роздільне рішення        | Bellator Paris                            | 10 жовтня 2020    | 3     | 5:00 | Париж, Франція             |                                                           |
| Перемога  | 14-6   | Метт Мітріон         | TKO (удари руками)       | Bellator 243                              | 7 серпня 2020     | 1     | 3:14 | Анкасвілл, США             |                                                           |
| Перемога  | 13-6   | Тайрелл Форчун       | KO (удар рукою)          | Bellator 239                              | 21 2020           | 1     | 2:35 | Такервілл, США             |                                                           |
| Поразка   | 12-6   | Віталій Мінаков      | KO (удари руками)        | Bellator 225                              | 24 серпня 2019    | 1     | 1:45 | Бріджпорт, США             |                                                           |
| Поразка   | 12-5   | Чейк Конго           | KO (удари руками)        | Bellator 208                              | 13 жовтня 2018    | 1     | 1:08 | Юніондейл, США             |                                                           |
| Перемога  | 12-4   | Марсело Гольм        | Одностайне рішення       | UFC Fight Night: Machida vs. Anders       | 3 лютого 2018     | 3     | 5:00 | Белен, Бразилія            |                                                           |
| Поразка   | 11-4   | Жуніор Албіні        | TKO (удари руками)       | UFC on Fox: Weidman vs. Gastelum          | 22 липня 2017     | 1     | 2:51 | Юніондейл, США             |                                                           |
| Перемога  | 11-3   | Данель Омеляньчук    | Роздільне рішення        | UFC Fight Night: Манува — Андерсон        | 18 березня 2017   | 3     | 5:00 | Лондон, Англія             |                                                           |
| Поразка   | 10-3   | Олександр Волков     | Роздільне рішення        | UFC Fight Night: Mousasi vs. Hall 2       | 19 листопада 2016 | 3     | 5:00 | Белфаст, Північна Ірландія |                                                           |
| Перемога  | 10-2   | Марчин Тыбура        | Одностайне рішення       | UFC Fight Night: Rothwell vs. dos Santos  | 10 квітня 2016    | 3     | 5:00 | Загреб, Хорватія           |                                                           |
| Поразка   | 9-2    | Джаред Рошолт        | Одностайне рішення       | UFC Fight Night: Teixeira vs. Saint Preux | 8 серпня 2015     | 3     | 5:00 | Нашвілл, США               |                                                           |
| Перемога  | 9-1    | Шаміль Абдурахімов   | TKO (удари руками)       | UFC Fight Night: Mendes vs. Lamas         | 4 квітня 2015     | 1     | 4:57 | Ферфакс, США               |                                                           |
| Перемога  | 8-1    | Тревіс Віуфф         | TKO (удари руками)       | Dakota FC 19                              | 25 жовтня 2014    | 1     | 3:36 | Фарго, США                 |                                                           |
| Перемога  | 7-1    | Кевін Осплунд        | Здача (удушення спереду) | Beatdown at 4 Bears 11                    | 7 червня 2014     | 1     | 2:41 | Нью-Таун, США              |                                                           |
| Перемога  | 6-1    | Бретт Мьорфі         | TKO (кидок та удари)     | Dakota FC 18                              | 26 квітня 2014    | 2     | 1:17 | Фарго, США                 |                                                           |
| Перемога  | 5-1    | Брайан Гіден         | TKO (удари руками)       | Dakota FC 17                              | 11 січня 2014     | 2     | 2:56 | Фарго, США                 |                                                           |
| Перемога  | 4-1    | Скотт Хоуф           | Здача (трикутник руками) | Max Fights 18                             | 26 жовтня 2013    | 1     | 4:56 | Фарго, США                 |                                                           |
| Перемога  | 3-1    | Дін Лемб             | Здача (удари руками)     | Max Fights 17                             | 23 березня 2013   | 1     | 0:34 | Фарго, США                 |                                                           |
| Перемога  | 2-1    | Шейн Дезі            | Здача (замок)            | Max Fights 16                             | 17 листопада 2012 | 1     | 0:49 | Фарго, США                 |                                                           |
| Поразка   | 1-1    | Ленс Питерсон        | Здача (кимура)           | Max Fights 13                             | 19 березня 2011   | 2     | 2:52 | Фарго, США                 |                                                           |
| Перемога  | 1-0    | Тревіс Вайлі         | Здача (задушення ззаду)  | Max Fights 11                             | 30 жовтня 2010    | 1     | 2:23 | Фарго, США                 |                                                           |